# Śrem (powiat międzychodzki)
Śrem – osada w Polsce, położona w województwie wielkopolskim, w powiecie międzychodzkim, w gminie Sieraków nad jeziorem Śremskim.
Wchodzi w skład sołectwa Przemyśl.
Do 2024 r. miejscowość była przysiółkiem wsi Przemyśl. W latach 1975–1998 przysiółek należał administracyjnie do województwa poznańskiego.